# Big air masculin de snowboard aux Jeux olympiques de 2022
Navigation
Pyeongchang 2018 Milan-Cortina 2026
Le big air masculin de snowboard aux Jeux olympiques d'hiver de 2022 a lieu les 14 et 15 février 2022, au Genting Secret Garden de Zhangjiakou. 

## Résultats

### Qualifications
| Rang | Dossard | Ordre | Athlète             | Nationalité      | 1er passage | 2e passage | 3e passage | Total (2 meilleurs) | Notes    |
| ---- | ------- | ----- | ------------------- | ---------------- | ----------- | ---------- | ---------- | ------------------- | -------- |
| 1    | 1       | 1     | Maxence Parrot      | Canada           | 78,25       | 86,50      | 26,50      | 164,75              | Qualifié |
| 2    | 3       | 5     | Takeru Otsuka       | Japon            | 68,50       | 75,50      | 91,50      | 160,00              | Qualifié |
| 3    | 2       | 3     | Red Gerard          | États-Unis       | 75,50       | 80,00      | 78,75      | 158,75              | Qualifié |
| 4    | 27      | 9     | Hiroaki Kunitake    | Japon            | 83,75       | 61,50      | 74,50      | 158,25              | Qualifié |
| 5    | 23      | 8     | Su Yiming           | Chine            | 92,50       | 62,75      | 28,00      | 155,25              | Qualifié |
| 6    | 4       | 4     | Marcus Kleveland    | Norvège          | 87,75       | 63,75      | 61,25      | 151,50              | Qualifié |
| 7    | 9       | 17    | Sven Thorgren       | Suède            | 80,75       | 70,25      | 33,75      | 151,00              | Qualifié |
| 8    | 6       | 27    | Mark McMorris       | Canada           | 81,50       | 65,75      | 65,75      | 147,25              | Qualifié |
| 9    | 10      | 7     | Mons Røisland       | Norvège          | 31,25       | 80,00      | 66,50      | 146,50              | Qualifié |
| 10   | 5       | 2     | Chris Corning       | États-Unis       | 64,25       | 17,50      | 81,75      | 146,00              | Qualifié |
| 11   | 19      | 19    | Niek van der Velden | Pays-Bas         | 79,00       | 60,00      | 63,75      | 142,75              | Qualifié |
| 12   | 13      | 14    | Darcy Sharpe        | Canada           | 29,00       | 77,50      | 64,50      | 142,00              | Qualifié |
| 13   | 14      | 28    | Rene Rinnekangas    | Finlande         | 78,75       | 12,25      | 60,75      | 139,50              |          |
| 14   | 12      | 22    | Nicolas Huber       | Suisse           | 64,25       | 75,00      | 24,75      | 139,25              |          |
| 15   | 25      | 11    | Kaito Hamada        | Japon            | 80,75       | 41,75      | 55,75      | 136,50              |          |
| 16   | 28      | 18    | Ståle Sandbech      | Norvège          | 69,50       | 15,50      | 66,50      | 136,00              |          |
| 17   | 11      | 21    | Sean FitzSimons     | États-Unis       | 53,25       | 68,75      | 16,25      | 122,00              |          |
| 18   | 17      | 29    | Kalle Järvilehto    | Finlande         | 22,75       | 85,75      | 22,00      | 107,75              |          |
| 19   | 30      | 24    | Vlad Khadarin       | ROC              | 67,00       | 37,25      | 30,00      | 104,25              |          |
| 20   | 24      | 12    | Niklas Mattsson     | Suède            | 18,50       | 80,75      | 21,75      | 102,50              |          |
| 21   | 8       | 26    | Dusty Henricksen    | États-Unis       | 23,00       | 72,75      | 20,75      | 93,50               |          |
| 22   | 29      | 6     | Emiliano Lauzi      | Italie           | 23,50       | 80,75      | 12,25      | 93,00               |          |
| 23   | 18      | 13    | Tiarn Collins       | Nouvelle-Zélande | 71,25       | 14,25      | 21,25      | 92,50               |          |
| 24   | 26      | 20    | Noah Vicktor        | Allemagne        | 60,50       | 18,25      | 29,75      | 90,25               |          |
| 25   | 20      | 25    | Leon Vockensperger  | Allemagne        | 66,00       | 24,00      | 17,25      | 90,00               |          |
| 26   | 7       | 15    | Sébastien Toutant   | Canada           | 67,00       | 22,50      | 11,25      | 89,50               |          |
| 27   | 21      | 23    | Jonas Bösiger       | Suisse           | 60,00       | 9,50       | 15,75      | 75,75               |          |
| 28   | 22      | 16    | Matthew Cox         | Australie        | 56,25       | 19,00      | 13,75      | 70,00               |          |
| 29   | 15      | 10    | Ruki Tobita         | Japon            | 25,75       | 16,25      | 20,25      | 46,00               |          |

### Finale
| Rang                                | Dossard | Ordre | Athlète             | Nationalité | 1er passage | 2e passage | 3e passage | Total (2 meilleurs) |
| ----------------------------------- | ------- | ----- | ------------------- | ----------- | ----------- | ---------- | ---------- | ------------------- |
| Médaille d'or, Jeux olympiques      | 23      | 8     | Su Yiming           | Chine       | 89,50       | 93,00      | 33,00      | 182,50              |
| Médaille d'argent, Jeux olympiques  | 10      | 4     | Mons Røisland       | Norvège     | 89,25       | 75,75      | 82,50      | 171,75              |
| Médaille de bronze, Jeux olympiques | 1       | 12    | Maxence Parrot      | Canada      | 28,25       | 94,00      | 76,25      | 170,25              |
| 4                                   | 27      | 9     | Hiroaki Kunitake    | Japon       | 82,25       | 50,25      | 84,00      | 166,25              |
| 5                                   | 2       | 10    | Red Gerard          | États-Unis  | 82,50       | 19,25      | 83,25      | 165,75              |
| 6                                   | 19      | 2     | Niek van der Velden | Pays-Bas    | 83,75       | 78,25      | 26,75      | 162,00              |
| 7                                   | 5       | 3     | Chris Corning       | États-Unis  | 92,00       | 35,50      | 64,00      | 156,00              |
| 8                                   | 4       | 7     | Marcus Kleveland    | Norvège     | 87,75       | 62,25      | 39,00      | 150,00              |
| 9                                   | 3       | 11    | Takeru Otsuka       | Japon       | 17,25       | 95,00      | 33,75      | 128,75              |
| 10                                  | 6       | 5     | Mark McMorris       | Canada      | 80,50       | 21,00      | 33,25      | 113,75              |
| 11                                  | 9       | 6     | Sven Thorgren       | Suède       | 25,25       | 67,00      | 21,50      | 88,50               |
| 12                                  | 13      | 1     | Darcy Sharpe        | Canada      | 20,00       | 82,00      | 5,75       | 87,75               |